# Argyrolobium tomentosum
Argyrolobium tomentosum är en ärtväxtart som först beskrevs av Henry Charles Andrews, och fick sitt nu gällande namn av George Claridge Druce. Argyrolobium tomentosum ingår i släktet Argyrolobium och familjen ärtväxter. Inga underarter finns listade i Catalogue of Life.